# 城南 (さいたま市)
城南（じょうなん）は、埼玉県さいたま市岩槻区の町名。現行行政地名は城南一丁目から五丁目。住居表示実施済み。郵便番号は339-0043。

## 地理
さいたま市岩槻区の中部に位置する。岩槻駅からは約一キロ離れた住宅地。北部は国道16号と埼玉県道48号越谷岩槻線が交差しており、交通量は多い。真福寺貝塚などの史跡もある。

## 歴史
- 1989年（平成元年）11月6日 - 住居表示実施に伴い、大字柏崎と真福寺の各一部から岩槻市城南一丁目〜五丁目が成立。真福寺から一丁目〜四丁目、柏崎から一丁目が成立。
- 2005年（平成17年）4月1日 - 岩槻市がさいたま市と合併し、さいたま市岩槻区の町名となる。
- 2020年（令和2年）7月7日 - 地内の岩槻消防署が大字岩槻5064番地1に移転する。

## 世帯数と人口
2017年（平成29年）10月1日現在の世帯数と人口は以下の通りである。
| 丁目       | 世帯数    | 人口    |
| ---------- | --------- | ------- |
| 城南一丁目 | 460世帯   | 1,044人 |
| 城南二丁目 | 280世帯   | 625人   |
| 城南三丁目 | 227世帯   | 534人   |
| 城南四丁目 | 483世帯   | 975人   |
| 城南五丁目 | 605世帯   | 1,520人 |
| 計         | 2,055世帯 | 4,698人 |

## 小・中学校の学区
市立小・中学校に通う場合、学区（校区）は以下の通りとなる。
| 丁目       | 番地                                            | 小学校                 | 中学校                 |
| ---------- | ----------------------------------------------- | ---------------------- | ---------------------- |
| 城南一丁目 | 全域                                            | さいたま市立城南小学校 | さいたま市立柏陽中学校 |
| 城南二丁目 | 全域                                            | さいたま市立城南小学校 | さいたま市立柏陽中学校 |
| 城南三丁目 | 2番地1〜2番地36 3番地1〜4番地3 4番地10〜4番地37 | さいたま市立城南小学校 | さいたま市立柏陽中学校 |
| 城南三丁目 | その他                                          | さいたま市立柏崎小学校 | さいたま市立柏陽中学校 |
| 城南四丁目 | 全域                                            | さいたま市立城南小学校 | さいたま市立柏陽中学校 |
| 城南五丁目 | 全域                                            | さいたま市立城南小学校 | さいたま市立柏陽中学校 |

## 交通
地内に鉄道は敷設されていない。東武野田線岩槻駅が1キロほど北にある。2丁目から3丁目にかけて、かつての武州鉄道の名残として線路跡が道路や家屋となっている。

### 道路
- 国道16号
- 埼玉県道48号越谷岩槻線

## 施設
※かつては岩槻消防署が所在していたが、移転している。
- 埼玉県立岩槻高等学校
- 城南二丁目公園